# Bernard Yago
Bernard Yago (Pass, luglio 1916 – Abidjan, 5 ottobre 1997) è stato un cardinale e arcivescovo cattolico ivoriano.

## Biografia
Nacque a Pass (villaggio di Dabou) in una famiglia agiata, nel luglio del 1916.

### Ministero episcopale e cardinalato
Nominato arcivescovo di Abidjan il 5 aprile 1960, ricevette la consacrazione episcopale il successivo 8 maggio dalle mani di papa Giovanni XXIII. Fu il primo ivoriano ad essere scelto come vescovo: pochi mesi dopo, il 7 agosto 1960 la Francia avrebbe riconosciuto l'indipendenza della Costa d'Avorio.
Papa Giovanni Paolo II lo elevò al rango di cardinale nel concistoro del 2 febbraio 1983.
Morì il 5 ottobre 1997 all'età di 81 anni.

## Genealogia episcopale e successione apostolica
La genealogia episcopale è:
- Cardinale Scipione Rebiba
- Cardinale Giulio Antonio Santori
- Cardinale Girolamo Bernerio, O.P.
- Arcivescovo Galeazzo Sanvitale
- Cardinale Ludovico Ludovisi
- Cardinale Luigi Caetani
- Cardinale Ulderico Carpegna
- Cardinale Paluzzo Paluzzi Altieri degli Albertoni
- Papa Benedetto XIII
- Papa Benedetto XIV
- Papa Clemente XIII
- Cardinale Bernardino Giraud
- Cardinale Alessandro Mattei
- Cardinale Pietro Francesco Galleffi
- Cardinale Filippo de Angelis
- Cardinale Amilcare Malagola
- Cardinale Giovanni Tacci Porcelli
- Papa Giovanni XXIII
- Cardinale Bernard Yago

La successione apostolica è:
- Cardinale Bernard Agré (1968)
- Vescovo Laurent Yapi (1970)
- Arcivescovo Auguste Nobou (1972)
- Vescovo Pierre-Marie Coty (1976)
- Vescovo Paul Dacoury-Tabley (1979)
- Vescovo Bruno Kouamé (1981)
- Vescovo Joseph Akichi (1982)
- Vescovo Laurent Akran Mandjo (1982)
- Vescovo Alexandre Kouassi (1988)
- Arcivescovo Barthélémy Djabla (1990)
- Vescovo Joseph Niangoran Teky (1993)
- Vescovo Maurice Konan Kouassi (1995)
- Arcivescovo Paul-Siméon Ahouanan Djro, O.F.M. (1996)